# Fritz Ullrich Fack
Fritz Ullrich Fack (* 3. Mai 1930 in Leipzig; † 9. Juni 2019 in Bad Honnef) war ein deutscher Journalist und Herausgeber der Frankfurter Allgemeinen Zeitung.

## Leben und Werk
Fack lebte bis 1951 in Leipzig. Nach dem Abitur war er im väterlichen Betrieb tätig. Anschließend studierte er in West-Berlin Politologie an der Deutschen Hochschule für Politik und Volkswirtschaftslehre an der Freien Universität. 1957 wurde er zum Dr. rer. pol. promoviert. Er gehörte seit 1956 der Redaktion der Frankfurter Allgemeinen Zeitung (FAZ) an, ab 1960 als wirtschaftspolitischer Korrespondent in Bonn. Dort war er langjährig Vorstandsmitglied der Bundespressekonferenz. Von 1971 bis zu seinem Ruhestand 1994 war er einer der sechs Herausgeber der FAZ. Sein journalistisches Interesse galt der deutschen Innenpolitik und ihrem ökonomischen Hintergrund, der Parteienlandschaft und der deutschen Frage; er gehörte auch dem wirtschaftsjournalistischen Neuhauser Kreis an. Seit 1982 war er Vorstandsmitglied der Ludwig-Erhard-Stiftung.

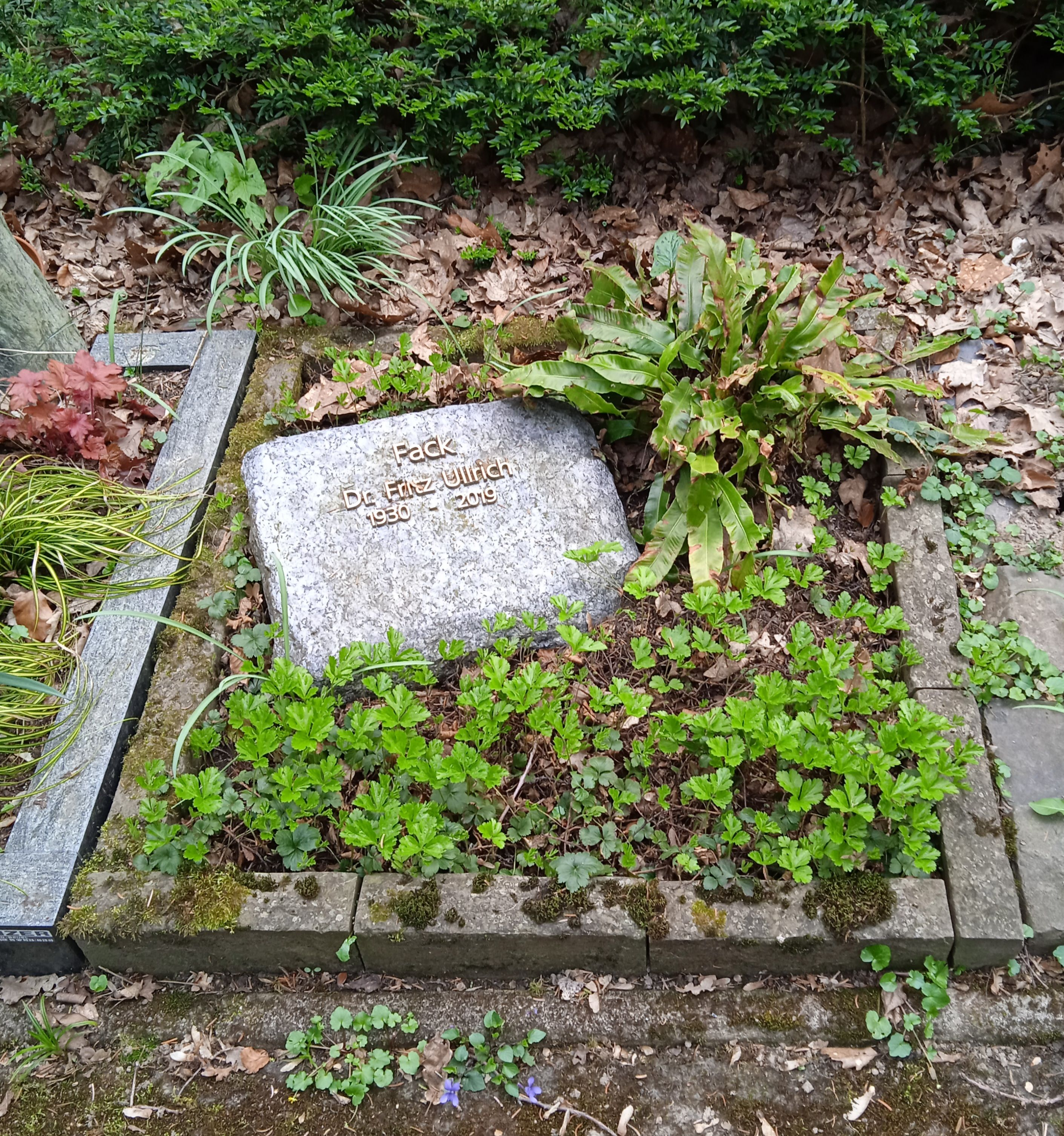
Grab von Fritz Ullrich Fack auf dem Rhöndorfer Waldfriedhof

## Veröffentlichungen
- Soziale Marktwirtschaft. Eine Einführung. Ploetz, Freiburg und Würzburg 1979.
- mit Peter Hort: Soziale Marktwirtschaft. Stationen einer freiheitlichen Ordnung. Ploetz, Freiburg und Würzburg 1990.
- Hg.: Das deutsche Modell. Freiheitlicher Rechtsstaat und soziale Marktwirtschaft. Langen-Müller-Herbig, München 1991.
- Denn die Ferne liegt so nah. Vergnügliche Geschichten. Langen-Müller-Herbig, München 1999.